# Hylophilus flavipes
Hylophilus flavipes là một loài chim trong họ Vireonidae.